# Marcellus Schiffer
Marcellus Schiffer (eigentlich Otto Albrecht Schiffer; * 20. Juni 1892 in Berlin; † 24. August 1932 ebenda) war ein deutscher Kabarettautor, Grafiker, Maler, Chansontexter und Librettist.

## Leben
Marcellus Schiffer wurde am 20. Juni 1892 als Sohn eines jüdischen Holzhändlers in der Berliner Chausseestraße geboren. Nach seinem Abitur absolvierte er bei Emil Orlik eine Ausbildung zum Maler, Illustrator und Grafiker. Bald musste er jedoch erkennen, dass seine eigentliche Begabung auf einem anderen Gebiet lag: dem Schreiben von persiflierenden Texten.
In den frühen 1920er Jahren lernte Schiffer in seiner Heimatstadt die Französin Margo Lion kennen, die nach Berlin gekommen war, um dort eine russische Ballettschule zu besuchen. Weil Schiffer seine Freundin für krankhaft eifersüchtig hielt, glaubte er, sie damit kurieren zu können, dass er sie zu Auftritten in Kabaretts überredete. Er entwickelte eine in Berlin neue Form der literarischen Revue und arbeitete von 1922 bis 1925 in den Cabarets Wilde Bühne, Rampe, Tütü, Größenwahn und Katakombe. Im November 1923 gab sie ihr Debüt mit dem von Schiffer verfassten Chanson Die Linie der Mode. Im Jahr 1928 heirateten sie.
Für Schiffer wegweisend war auch seine Bekanntschaft mit dem russisch-britischen Komponisten Mischa Spoliansky, der damals ebenfalls in Berlin lebte. Zusammen kreierten die beiden neue Formen eines geistreichen Musiktheaters, das sowohl Elemente des Kabaretts als auch solche der Revue beinhalteten. Gleich mit ihrem ersten Stück Es liegt in der Luft gelang ihnen 1928 der Durchbruch. Das Stück kann als erster deutscher Versuch gewertet werden, ein Musical zu schreiben. Weil aber seinerzeit dieser Begriff in Deutschland noch unbekannt war, bezeichneten die Künstler ihr Stück als Revue, und damit konnte jeder etwas anfangen. Margo Lion stand darin zusammen mit ihrer Freundin, der zwei Jahre jüngeren Marlene Dietrich, auf der Bühne. Sie sangen u. a. das doppeldeutige Duett Wenn die beste Freundin mit der besten Freundin. Fortan war Schiffer gefragter Verfasser von Couplets im Deutschland der Weimarer Republik.

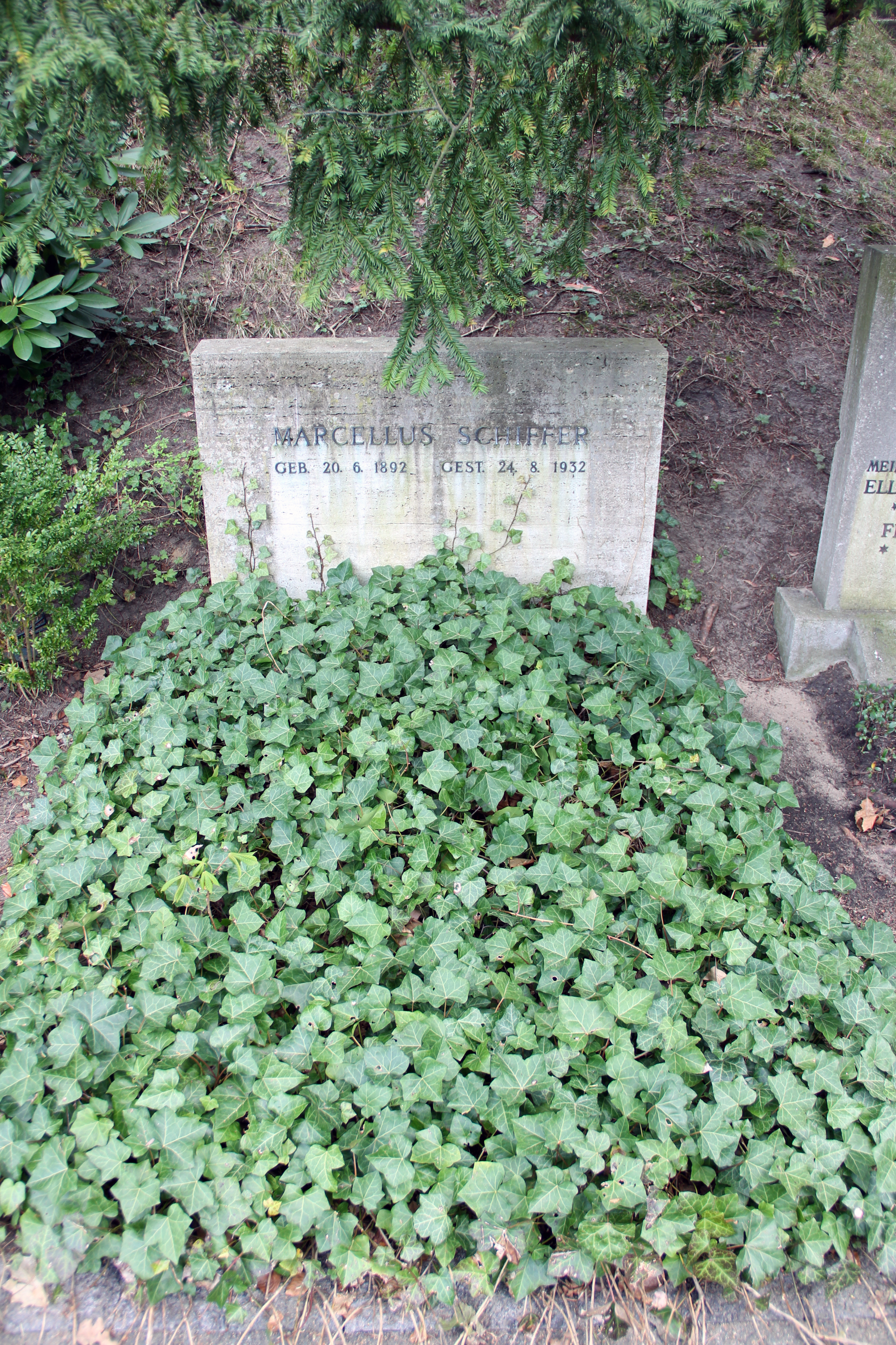
Grab von Marcellus Schiffer auf dem Friedhof Heerstraße in Berlin-Westend

Als fruchtbar gestaltete sich auch Schiffers Bekanntschaft mit dem Komponisten Paul Hindemith. Aus dieser Verbindung entstand 1929 die Oper Neues vom Tage. Zwei Jahre zuvor hatte er für Hindemith den Text zu dessen Kurzoper Hin und zurück geschrieben.
Außer für die bereits genannten Komponisten schrieb Marcellus Schiffer auch noch für Friedrich Hollaender, Rudolf Nelson, Werner Richard Heymann und Allan Gray.
Am 24. August 1932 setzte er, „der stets über seine ewige und tödliche Langeweile geklagt hatte“, seinem Leben mit einer Überdosis Schlaftabletten selbst ein Ende. Sein Grab befindet sich auf dem landeseigenen Friedhof Heerstraße im Berliner Ortsteil Westend (Grablage: 4a-62/33).
Das umfangreiche Marcellus-Schiffer/Margo-Lion-Archiv befindet sich in Berlin im Archiv der Akademie der Künste.

## Beispiel für seine Lyrik
Chanson von der Gesellschaft
Auf der Gesellschaft
Rauscht die Gesellschaft,
Plauscht die Gesellschaft.
So ist die Gesellschaft.
Man muss voll Schaudern
Die Nacht durchplaudern
Und hat seit Tagen
Sich nichts zu sagen.
Das plaudert kritisch
Und plauscht politisch,
Löst alle Fragen
Mit Käse im Magen.

## Werke (Auswahl)
- Fleißige Leserin.1926
- Hetärengespräche. Kabarett-Revue. Musik: Friedrich Hollaender. UA 1926 Berlin
- Was Sie wollen. Kabarett-Revue. Musik: Friedrich Hollaender. UA 1927 Berlin
- Hin und zurück. Sketch mit Musik (Kurzoper). Musik: Paul Hindemith. UA 1927
- Es liegt in der Luft. Revue. Musik: Mischa Spoliansky. UA 1928
- Schön und Schick. 1928
- Neues vom Tage. Lustige Oper in drei Teilen. Musik: Paul Hindemith. UA 1929
- Der rote Faden. Kabarett-Revue (zusammen mit Friedrich Hollaender). Musik: Rudolf Nelson. UA 1930 Berlin
- Quick. Kabarett-Revue (zusammen mit Friedrich Hollaender). Musik: Rudolf Nelson. UA 1930
- Sie werden von uns hören. 1930
- Alles Schwindel. Revue. Musik: Mischa Spoliansky. UA 1931
- Rufen Sie Herrn Plim. Kabarett-Oper. Musik: Mischa Spoliansky. UA 1932
- Heute Nacht oder nie. Schlager. Musik: Mischa Spoliansky. Gesungen von Jan Kiepura im Film Das Lied einer Nacht. UA 1932